# Linia kolejowa Gorbaczewo – Kozielsk
Linia kolejowa Gorbaczewo – Kozielsk – linia kolejowa w Rosji łącząca stację Gorbaczewo ze stacją Tupik w Kozielsku.
Zarządzana jest przez region tulski Kolei Moskiewskiej, wchodzącej w skład Kolei Rosyjskich. 
Linia położona jest obwodach tulskim i kałuskim. Na całej długości jest niezelektryfikowana i jednotorowa. Odcinek Gorbaczewo – Bielow jest obecnie nieczynny.

## Historia
Linia została otwarta w 1899 jako część Kolei Smoleńsko-Ranienburskiej. Początkowo leżała w Imperium Rosyjskim, następnie w Związku Sowieckim. Od 1991 położona jest w Rosji.